# Seznam tričrkovnih kratic od AAA do DŽŽ
Seznam vseh možnih tričrkovnih kratic od AAA do DŽŽ. Tričrkovne kratice, obarvane rdeče, še nimajo svojega članka.
```
AAA
 
AAB
 
AAC
 
AAČ
 
AAD
 
AAE
 
AAF
 
AAG
 
AAH
 
AAI
 
AAJ
 
AAK
 
AAL
 
AAM
 
AAN

AAO
 
AAP
 
AAQ
 
AAR
 
AAS
 
AAŠ
 
AAT
 
AAU
 
AAV
 
AAW
 
AAX
 
AAY
 
AAZ
 
AAŽ

ABA
 
ABB
 
ABC
 
ABČ
 
ABD
 
ABE
 
ABF
 
ABG
 
ABH
 
ABI
 
ABJ
 
ABK
 
ABL
 
ABM
 
ABN

ABO
 
ABP
 
ABQ
 
ABR
 
ABS
 
ABŠ
 
ABT
 
ABU
 
ABV
 
ABW
 
ABX
 
ABY
 
ABZ
 
ABŽ

ACA
 
ACB
 
ACC
 
ACČ
 
ACD
 
ACE
 
ACF
 
ACG
 
ACH
 
ACI
 
ACJ
 
ACK
 
ACL
 
ACM
 
ACN

ACO
 
ACP
 
ACQ
 
ACR
 
ACS
 
ACŠ
 
ACT
 
ACU
 
ACV
 
ACW
 
ACX
 
ACY
 
ACZ
 
ACŽ

AČA
 
AČB
 
AČC
 
AČČ
 
AČD
 
AČE
 
AČF
 
AČG
 
AČH
 
AČI
 
AČJ
 
AČK
 
AČL
 
AČM
 
AČN

AČO
 
AČP
 
AČQ
 
AČR
 
AČS
 
AČŠ
 
AČT
 
AČU
 
AČV
 
AČW
 
AČX
 
AČY
 
AČZ
 
AČŽ

ADA
 
ADB
 
ADC
 
ADČ
 
ADD
 
ADE
 
ADF
 
ADG
 
ADH
 
ADI
 
ADJ
 
ADK
 
ADL
 
ADM
 
ADN

ADO
 
ADP
 
ADQ
 
ADR
 
ADS
 
ADŠ
 
ADT
 
ADU
 
ADV
 
ADW
 
ADX
 
ADY
 
ADZ
 
ADŽ

AEA
 
AEB
 
AEC
 
AEČ
 
AED
 
AEE
 
AEF
 
AEG
 
AEH
 
AEI
 
AEJ
 
AEK
 
AEL
 
AEM
 
AEN

AEO
 
AEP
 
AEQ
 
AER
 
AES
 
AEŠ
 
AET
 
AEU
 
AEV
 
AEW
 
AEX
 
AEY
 
AEZ
 
AEŽ

AFA
 
AFB
 
AFC
 
AFČ
 
AFD
 
AFE
 
AFF
 
AFG
 
AFH
 
AFI
 
AFJ
 
AFK
 
AFL
 
AFM
 
AFN

AFO
 
AFP
 
AFQ
 
AFR
 
AFS
 
AFŠ
 
AFT
 
AFU
 
AFV
 
AFW
 
AFX
 
AFY
 
AFZ
 
AFŽ

AGA
 
AGB
 
AGC
 
AGČ
 
AGD
 
AGE
 
AGF
 
AGG
 
AGH
 
AGI
 
AGJ
 
AGK
 
AGL
 
AGM
 
AGN

AGO
 
AGP
 
AGQ
 
AGR
 
AGS
 
AGŠ
 
AGT
 
AGU
 
AGV
 
AGW
 
AGX
 
AGY
 
AGZ
 
AGŽ

AHA
 
AHB
 
AHC
 
AHČ
 
AHD
 
AHE
 
AHF
 
AHG
 
AHH
 
AHI
 
AHJ
 
AHK
 
AHL
 
AHM
 
AHN

AHO
 
AHP
 
AHQ
 
AHR
 
AHS
 
AHŠ
 
AHT
 
AHU
 
AHV
 
AHW
 
AHX
 
AHY
 
AHZ
 
AHŽ

AIA
 
AIB
 
AIC
 
AIČ
 
AID
 
AIE
 
AIF
 
AIG
 
AIH
 
AII
 
AIJ
 
AIK
 
AIL
 
AIM
 
AIN

AIO
 
AIP
 
AIQ
 
AIR
 
AIS
 
AIŠ
 
AIT
 
AIU
 
AIV
 
AIW
 
AIX
 
AIY
 
AIZ
 
AIŽ

AJA
 
AJB
 
AJC
 
AJČ
 
AJD
 
AJE
 
AJF
 
AJG
 
AJH
 
AJI
 
AJJ
 
AJK
 
AJL
 
AJM
 
AJN

AJO
 
AJP
 
AJQ
 
AJR
 
AJS
 
AJŠ
 
AJT
 
AJU
 
AJV
 
AJW
 
AJX
 
AJY
 
AJZ
 
AJŽ

AKA
 
AKB
 
AKC
 
AKČ
 
AKD
 
AKE
 
AKF
 
AKG
 
AKH
 
AKI
 
AKJ
 
AKK
 
AKL
 
AKM
 
AKN

AKO
 
AKP
 
AKQ
 
AKR
 
AKS
 
AKŠ
 
AKT
 
AKU
 
AKV
 
AKW
 
AKX
 
AKY
 
AKZ
 
AKŽ

ALA
 
ALB
 
ALC
 
ALČ
 
ALD
 
ALE
 
ALF
 
ALG
 
ALH
 
ALI
 
ALJ
 
ALK
 
ALL
 
ALM
 
ALN

ALO
 
ALP
 
ALQ
 
ALR
 
ALS
 
ALŠ
 
ALT
 
ALU
 
ALV
 
ALW
 
ALX
 
ALY
 
ALZ
 
ALŽ

AMA
 
AMB
 
AMC
 
AMČ
 
AMD
 
AME
 
AMF
 
AMG
 
AMH
 
AMI
 
AMJ
 
AMK
 
AML
 
AMM
 
AMN

AMO
 
AMP
 
AMQ
 
AMR
 
AMS
 
AMŠ
 
AMT
 
AMU
 
AMV
 
AMW
 
AMX
 
AMY
 
AMZ
 
AMŽ

ANA
 
ANB
 
ANC
 
ANČ
 
AND
 
ANE
 
ANF
 
ANG
 
ANH
 
ANI
 
ANJ
 
ANK
 
ANL
 
ANM
 
ANN

ANO
 
ANP
 
ANQ
 
ANR
 
ANS
 
ANŠ
 
ANT
 
ANU
 
ANV
 
ANW
 
ANX
 
ANY
 
ANZ
 
ANŽ

AOA
 
AOB
 
AOC
 
AOČ
 
AOD
 
AOE
 
AOF
 
AOG
 
AOH
 
AOI
 
AOJ
 
AOK
 
AOL
 
AOM
 
AON

AOO
 
AOP
 
AOQ
 
AOR
 
AOS
 
AOŠ
 
AOT
 
AOU
 
AOV
 
AOW
 
AOX
 
AOY
 
AOZ
 
AOŽ

APA
 
APB
 
APC
 
APČ
 
APD
 
APE
 
APF
 
APG
 
APH
 
API
 
APJ
 
APK
 
APL
 
APM
 
APN

APO
 
APP
 
APQ
 
APR
 
APS
 
APŠ
 
APT
 
APU
 
APV
 
APW
 
APX
 
APY
 
APZ
 
APŽ

AQA
 
AQB
 
AQC
 
AQČ
 
AQD
 
AQE
 
AQF
 
AQG
 
AQH
 
AQI
 
AQJ
 
AQK
 
AQL
 
AQM
 
AQN

AQO
 
AQP
 
AQQ
 
AQR
 
AQS
 
AQŠ
 
AQT
 
AQU
 
AQV
 
AQW
 
AQX
 
AQY
 
AQZ
 
AQŽ

ARA
 
ARB
 
ARC
 
ARČ
 
ARD
 
ARE
 
ARF
 
ARG
 
ARH
 
ARI
 
ARJ
 
ARK
 
ARL
 
ARM
 
ARN

ARO
 
ARP
 
ARQ
 
ARR
 
ARS
 
ARŠ
 
ART
 
ARU
 
ARV
 
ARW
 
ARX
 
ARY
 
ARZ
 
ARŽ

ASA
 
ASB
 
ASC
 
ASČ
 
ASD
 
ASE
 
ASF
 
ASG
 
ASH
 
ASI
 
ASJ
 
ASK
 
ASL
 
ASM
 
ASN

ASO
 
ASP
 
ASQ
 
ASR
 
ASS
 
ASŠ
 
AST
 
ASU
 
ASV
 
ASW
 
ASX
 
ASY
 
ASZ
 
ASŽ

AŠA
 
AŠB
 
AŠC
 
AŠČ
 
AŠD
 
AŠE
 
AŠF
 
AŠG
 
AŠH
 
AŠI
 
AŠJ
 
AŠK
 
AŠL
 
AŠM
 
AŠN

AŠO
 
AŠP
 
AŠQ
 
AŠR
 
AŠS
 
AŠŠ
 
AŠT
 
AŠU
 
AŠV
 
AŠW
 
AŠX
 
AŠY
 
AŠZ
 
AŠŽ

ATA
 
ATB
 
ATC
 
ATČ
 
ATD
 
ATE
 
ATF
 
ATG
 
ATH
 
ATI
 
ATJ
 
ATK
 
ATL
 
ATM
 
ATN

ATO
 
ATP
 
ATQ
 
ATR
 
ATS
 
ATŠ
 
ATT
 
ATU
 
ATV
 
ATW
 
ATX
 
ATY
 
ATZ
 
ATŽ

AUA
 
AUB
 
AUC
 
AUČ
 
AUD
 
AUE
 
AUF
 
AUG
 
AUH
 
AUI
 
AUJ
 
AUK
 
AUL
 
AUM
 
AUN

AUO
 
AUP
 
AUQ
 
AUR
 
AUS
 
AUŠ
 
AUT
 
AUU
 
AUV
 
AUW
 
AUX
 
AUY
 
AUZ
 
AUŽ

AVA
 
AVB
 
AVC
 
AVČ
 
AVD
 
AVE
 
AVF
 
AVG
 
AVH
 
AVI
 
AVJ
 
AVK
 
AVL
 
AVM
 
AVN

AVO
 
AVP
 
AVQ
 
AVR
 
AVS
 
AVŠ
 
AVT
 
AVU
 
AVV
 
AVW
 
AVX
 
AVY
 
AVZ
 
AVŽ

AWA
 
AWB
 
AWC
 
AWČ
 
AWD
 
AWE
 
AWF
 
AWG
 
AWH
 
AWI
 
AWJ
 
AWK
 
AWL
 
AWM
 
AWN

AWO
 
AWP
 
AWQ
 
AWR
 
AWS
 
AWŠ
 
AWT
 
AWU
 
AWV
 
AWW
 
AWX
 
AWY
 
AWZ
 
AWŽ

AXA
 
AXB
 
AXC
 
AXČ
 
AXD
 
AXE
 
AXF
 
AXG
 
AXH
 
AXI
 
AXJ
 
AXK
 
AXL
 
AXM
 
AXN

AXO
 
AXP
 
AXQ
 
AXR
 
AXS
 
AXŠ
 
AXT
 
AXU
 
AXV
 
AXW
 
AXX
 
AXY
 
AXZ
 
AXŽ

AYA
 
AYB
 
AYC
 
AYČ
 
AYD
 
AYE
 
AYF
 
AYG
 
AYH
 
AYI
 
AYJ
 
AYK
 
AYL
 
AYM
 
AYN

AYO
 
AYP
 
AYQ
 
AYR
 
AYS
 
AYŠ
 
AYT
 
AYU
 
AYV
 
AYW
 
AYX
 
AYY
 
AYZ
 
AYŽ

AZA
 
AZB
 
AZC
 
AZČ
 
AZD
 
AZE
 
AZF
 
AZG
 
AZH
 
AZI
 
AZJ
 
AZK
 
AZL
 
AZM
 
AZN

AZO
 
AZP
 
AZQ
 
AZR
 
AZS
 
AZŠ
 
AZT
 
AZU
 
AZV
 
AZW
 
AZX
 
AZY
 
AZZ
 
AZŽ

AŽA
 
AŽB
 
AŽC
 
AŽČ
 
AŽD
 
AŽE
 
AŽF
 
AŽG
 
AŽH
 
AŽI
 
AŽJ
 
AŽK
 
AŽL
 
AŽM
 
AŽN

AŽO
 
AŽP
 
AŽQ
 
AŽR
 
AŽS
 
AŽŠ
 
AŽT
 
AŽU
 
AŽV
 
AŽW
 
AŽX
 
AŽY
 
AŽZ
 
AŽŽ
```

```
BAA
 
BAB
 
BAC
 
BAČ
 
BAD
 
BAE
 
BAF
 
BAG
 
BAH
 
BAI
 
BAJ
 
BAK
 
BAL
 
BAM
 
BAN

BAO
 
BAP
 
BAQ
 
BAR
 
BAS
 
BAŠ
 
BAT
 
BAU
 
BAV
 
BAW
 
BAX
 
BAY
 
BAZ
 
BAŽ

BBA
 
BBB
 
BBC
 
BAČ
 
BBD
 
BBE
 
BBF
 
BBG
 
BBH
 
BBI
 
BBJ
 
BBK
 
BBL
 
BBM
 
BBN

BBO
 
BBP
 
BBQ
 
BBR
 
BBS
 
BAŠ
 
BBT
 
BBU
 
BBV
 
BBW
 
BBX
 
BBY
 
BBZ
 
BBŽ

BCA
 
BCB
 
BCC
 
BCČ
 
BCD
 
BCE
 
BCF
 
BCG
 
BCH
 
BCI
 
BCJ
 
BCK
 
BCL
 
BCM
 
BCN

BCO
 
BCP
 
BCQ
 
BCR
 
BCS
 
BCŠ
 
BCT
 
BCU
 
BCV
 
BCW
 
BCX
 
BCY
 
BCZ
 
BCŽ

BČA
 
BČB
 
BČC
 
BČČ
 
BČD
 
BČE
 
BČF
 
BČG
 
BČH
 
BČI
 
BČJ
 
BČK
 
BČL
 
BČM
 
BČN

BČO
 
BČP
 
BČQ
 
BČR
 
BČS
 
BČŠ
 
BČT
 
BČU
 
BČV
 
BČW
 
BČX
 
BČY
 
BČZ
 
BČŽ

BDA
 
BDB
 
BDC
 
BDČ
 
BDD
 
BDE
 
BDF
 
BDG
 
BDH
 
BDI
 
BDJ
 
BDK
 
BDL
 
BDM
 
BDN

BDO
 
BDP
 
BDQ
 
BDR
 
BDS
 
BDŠ
 
BDT
 
BDU
 
BDV
 
BDW
 
BDX
 
BDY
 
BDZ
 
BDŽ

BEA
 
BEB
 
BEC
 
BEČ
 
BED
 
BEE
 
BEF
 
BEG
 
BEH
 
BEI
 
BEJ
 
BEK
 
BEL
 
BEM
 
BEN

BEO
 
BEP
 
BEQ
 
BER
 
BES
 
BEŠ
 
BET
 
BEU
 
BEV
 
BEW
 
BEX
 
BEY
 
BEZ
 
BEŽ

BFA
 
BFB
 
BFC
 
BFČ
 
BFD
 
BFE
 
BFF
 
BFG
 
BFH
 
BFI
 
BFJ
 
BFK
 
BFL
 
BFM
 
BFN

BFO
 
BFP
 
BFQ
 
BFR
 
BFS
 
BFŠ
 
BFT
 
BFU
 
BFV
 
BFW
 
BFX
 
BFY
 
BFZ
 
BFŽ

BGA
 
BGB
 
BGC
 
BGČ
 
BGD
 
BGE
 
BGF
 
BGG
 
BGH
 
BGI
 
BGJ
 
BGK
 
BGL
 
BGM
 
BGN

BGO
 
BGP
 
BGQ
 
BGR
 
BGS
 
BGŠ
 
BGT
 
BGU
 
BGV
 
BGW
 
BGX
 
BGY
 
BGZ
 
BGŽ

BHA
 
BHB
 
BHC
 
BHČ
 
BHD
 
BHE
 
BHF
 
BHG
 
BHH
 
BHI
 
BHJ
 
BHK
 
BHL
 
BHM
 
BHN

BHO
 
BHP
 
BHQ
 
BHR
 
BHS
 
BHŠ
 
BHT
 
BHU
 
BHV
 
BHW
 
BHX
 
BHY
 
BHZ
 
BHŽ

BIA
 
BIB
 
BIC
 
BIČ
 
BID
 
BIE
 
BIF
 
BIG
 
BIH
 
BII
 
BIJ
 
BIK
 
BIL
 
BIM
 
BIN

BIO
 
BIP
 
BIQ
 
BIR
 
BIS
 
BIŠ
 
BIT
 
BIU
 
BIV
 
BIW
 
BIX
 
BIY
 
BIZ
 
BIŽ

BJA
 
BJB
 
BJC
 
BJČ
 
BJD
 
BJE
 
BJF
 
BJG
 
BJH
 
BJI
 
BJJ
 
BJK
 
BJL
 
BJM
 
BJN

BJO
 
BJP
 
BJQ
 
BJR
 
BJS
 
BJŠ
 
BJT
 
BJU
 
BJV
 
BJW
 
BJX
 
BJY
 
BJZ
 
BJŽ

BKA
 
BKB
 
BKC
 
BKČ
 
BKD
 
BKE
 
BKF
 
BKG
 
BKH
 
BKI
 
BKJ
 
BKK
 
BKL
 
BKM
 
BKN

BKO
 
BKP
 
BKQ
 
BKR
 
BKS
 
BKŠ
 
BKT
 
BKU
 
BKV
 
BKW
 
BKX
 
BKY
 
BKZ
 
BKŽ

BLA
 
BLB
 
BLC
 
BLČ
 
BLD
 
BLE
 
BLF
 
BLG
 
BLH
 
BLI
 
BLJ
 
BLK
 
BLL
 
BLM
 
BLN

BLO
 
BLP
 
BLQ
 
BLR
 
BLS
 
BLŠ
 
BLT
 
BLU
 
BLV
 
BLW
 
BLX
 
BLY
 
BLZ
 
BLŽ

BMA
 
BMB
 
BMC
 
BMČ
 
BMD
 
BME
 
BMF
 
BMG
 
BMH
 
BMI
 
BMJ
 
BMK
 
BML
 
BMM
 
BMN

BMO
 
BMP
 
BMQ
 
BMR
 
BMS
 
BMŠ
 
BMT
 
BMU
 
BMV
 
BMW
 
BMX
 
BMY
 
BMZ
 
BMŽ

BNA
 
BNB
 
BNC
 
BNČ
 
BND
 
BNE
 
BNF
 
BNG
 
BNH
 
BNI
 
BNJ
 
BNK
 
BNL
 
BNM
 
BNN

BNO
 
BNP
 
BNQ
 
BNR
 
BNS
 
BNŠ
 
BNT
 
BNU
 
BNV
 
BNW
 
BNX
 
BNY
 
BNZ
 
BNŽ

BOA
 
BOB
 
BOC
 
BOČ
 
BOD
 
BOE
 
BOF
 
BOG
 
BOH
 
BOI
 
BOJ
 
BOK
 
BOL
 
BOM
 
BON

BOO
 
BOP
 
BOQ
 
BOR
 
BOS
 
BOŠ
 
BOT
 
BOU
 
BOV
 
BOW
 
BOX
 
BOY
 
BOZ
 
BOŽ

BPA
 
BPB
 
BPC
 
BPČ
 
BPD
 
BPE
 
BPF
 
BPG
 
BPH
 
BPI
 
BPJ
 
BPK
 
BPL
 
BPM
 
BPN

BPO
 
BPP
 
BPQ
 
BPR
 
BPS
 
BPŠ
 
BPT
 
BPU
 
BPV
 
BPW
 
BPX
 
BPY
 
BPZ
 
BPŽ

BQA
 
BQB
 
BQC
 
BQČ
 
BQD
 
BQE
 
BQF
 
BQG
 
BQH
 
BQI
 
BQJ
 
BQK
 
BQL
 
BQM
 
BQN

BQO
 
BQP
 
BQQ
 
BQR
 
BQS
 
BQŠ
 
BQT
 
BQU
 
BQV
 
BQW
 
BQX
 
BQY
 
BQZ
 
BQŽ

BRA
 
BRB
 
BRC
 
BRČ
 
BRD
 
BRE
 
BRF
 
BRG
 
BRH
 
BRI
 
BRJ
 
BRK
 
BRL
 
BRM
 
BRN

BRO
 
BRP
 
BRQ
 
BRR
 
BRS
 
BRŠ
 
BRT
 
BRU
 
BRV
 
BRW
 
BRX
 
BRY
 
BRZ
 
BRŽ

BSA
 
BSB
 
BSC
 
BSČ
 
BSD
 
BSE
 
BSF
 
BSG
 
BSH
 
BSI
 
BSJ
 
BSK
 
BSL
 
BSM
 
BSN

BSO
 
BSP
 
BSQ
 
BSR
 
BSS
 
BSŠ
 
BST
 
BSU
 
BSV
 
BSW
 
BSX
 
BSY
 
BSZ
 
BSŽ

BŠA
 
BŠB
 
BŠC
 
BŠČ
 
BŠD
 
BŠE
 
BŠF
 
BŠG
 
BŠH
 
BŠI
 
BŠJ
 
BŠK
 
BŠL
 
BŠM
 
BŠN

BŠO
 
BŠP
 
BŠQ
 
BŠR
 
BŠS
 
BŠŠ
 
BŠT
 
BŠU
 
BŠV
 
BŠW
 
BŠX
 
BŠY
 
BŠZ
 
BŠŽ

BTA
 
BTB
 
BTC
 
BTČ
 
BTD
 
BTE
 
BTF
 
BTG
 
BTH
 
BTI
 
BTJ
 
BTK
 
BTL
 
BTM
 
BTN

BTO
 
BTP
 
BTQ
 
BTR
 
BTS
 
BTŠ
 
BTT
 
BTU
 
BTV
 
BTW
 
BTX
 
BTY
 
BTZ
 
BTŽ

BUA
 
BUB
 
BUC
 
BUČ
 
BUD
 
BUE
 
BUF
 
BUG
 
BUH
 
BUI
 
BUJ
 
BUK
 
BUL
 
BUM
 
BUN

BUO
 
BUP
 
BUQ
 
BUR
 
BUS
 
BUŠ
 
BUT
 
BUU
 
BUV
 
BUW
 
BUX
 
BUY
 
BUZ
 
BUŽ

BVA
 
BVB
 
BVC
 
BVČ
 
BVD
 
BVE
 
BVF
 
BVG
 
BVH
 
BVI
 
BVJ
 
BVK
 
BVL
 
BVM
 
BVN

BVO
 
BVP
 
BVQ
 
BVR
 
BVS
 
BVŠ
 
BVT
 
BVU
 
BVV
 
BVW
 
BVX
 
BVY
 
BVZ
 
BVŽ

BWA
 
BWB
 
BWC
 
BVČ
 
BWD
 
BWE
 
BWF
 
BWG
 
BWH
 
BWI
 
BWJ
 
BWK
 
BWL
 
BWM
 
BWN

BWO
 
BWP
 
BWQ
 
BWR
 
BWS
 
BVŠ
 
BWT
 
BWU
 
BWV
 
BWW
 
BWX
 
BWY
 
BWZ
 
BVŽ

BXA
 
BXB
 
BXC
 
BXČ
 
BXD
 
BXE
 
BXF
 
BXG
 
BXH
 
BXI
 
BXJ
 
BXK
 
BXL
 
BXM
 
BXN

BXO
 
BXP
 
BXQ
 
BXR
 
BXS
 
BXŠ
 
BXT
 
BXU
 
BXV
 
BXW
 
BXX
 
BXY
 
BXZ
 
BXŽ

BYA
 
BYB
 
BYC
 
BYČ
 
BYD
 
BYE
 
BYF
 
BYG
 
BYH
 
BYI
 
BYJ
 
BYK
 
BYL
 
BYM
 
BYN

BYO
 
BYP
 
BYQ
 
BYR
 
BYS
 
BYŠ
 
BYT
 
BYU
 
BYV
 
BYW
 
BYX
 
BYY
 
BYZ
 
BYŽ

BZA
 
BZB
 
BZC
 
BZČ
 
BZD
 
BZE
 
BZF
 
BZG
 
BZH
 
BZI
 
BZJ
 
BZK
 
BZL
 
BZM
 
BZN

BZO
 
BZP
 
BZQ
 
BZR
 
BZS
 
BZŠ
 
BZT
 
BZU
 
BZV
 
BZW
 
BZX
 
BZY
 
BZZ
 
BZŽ

BŽA
 
BŽB
 
BŽC
 
BŽČ
 
BŽD
 
BŽE
 
BŽF
 
BŽG
 
BŽH
 
BŽI
 
BŽJ
 
BŽK
 
BŽL
 
BŽM
 
BŽN

BŽO
 
BŽP
 
BŽQ
 
BŽR
 
BŽS
 
BŽŠ
 
BŽT
 
BŽU
 
BŽV
 
BŽW
 
BŽX
 
BŽY
 
BŽZ
 
BŽŽ
```

```
CAA
 
CAB
 
CAC
 
CAČ
 
CAD
 
CAE
 
CAF
 
CAG
 
CAH
 
CAI
 
CAJ
 
CAK
 
CAL
 
CAM
 
CAN

CAO
 
CAP
 
CAQ
 
CAR
 
CAS
 
CAŠ
 
CAT
 
CAU
 
CAV
 
CAW
 
CAX
 
CAY
 
CAZ
 
CAŽ

CBA
 
CBB
 
CBC
 
CAČ
 
CBD
 
CBE
 
CBF
 
CBG
 
CBH
 
CBI
 
CBJ
 
CBK
 
CBL
 
CBM
 
CBN

CBO
 
CBP
 
CBQ
 
CBR
 
CBS
 
CAŠ
 
CBT
 
CBU
 
CBV
 
CBW
 
CBX
 
CBY
 
CBZ
 
CBŽ

CCA
 
CCB
 
CCC
 
CCČ
 
CCD
 
CCE
 
CCF
 
CCG
 
CCH
 
CCI
 
CCJ
 
CCK
 
CCL
 
CCM
 
CCN

CCO
 
CCP
 
CCQ
 
CCR
 
CCS
 
CCŠ
 
CCT
 
CCU
 
CCV
 
CCW
 
CCX
 
CCY
 
CCZ
 
CCŽ

CČA
 
CČB
 
CČC
 
CČČ
 
CČD
 
CČE
 
CČF
 
CČG
 
CČH
 
CČI
 
CČJ
 
CČK
 
CČL
 
CČM
 
CČN

CČO
 
CČP
 
CČQ
 
CČR
 
CČS
 
CČŠ
 
CČT
 
CČU
 
CČV
 
CČW
 
CČX
 
CČY
 
CČZ
 
CČŽ

CDA
 
CDB
 
CDC
 
CDČ
 
CDD
 
CDE
 
CDF
 
CDG
 
CDH
 
CDI
 
CDJ
 
CDK
 
CDL
 
CDM
 
CDN

CDO
 
CDP
 
CDQ
 
CDR
 
CDS
 
CDŠ
 
CDT
 
CDU
 
CDV
 
CDW
 
CDX
 
CDY
 
CDZ
 
CDŽ

CEA
 
CEB
 
CEC
 
CEČ
 
CED
 
CEE
 
CEF
 
CEG
 
CEH
 
CEI
 
CEJ
 
CEK
 
CEL
 
CEM
 
CEN

CEO
 
CEP
 
CEQ
 
CER
 
CES
 
CEŠ
 
CET
 
CEU
 
CEV
 
CEW
 
CEX
 
CEY
 
CEZ
 
CEŽ

CFA
 
CFB
 
CFC
 
CFČ
 
CFD
 
CFE
 
CFF
 
CFG
 
CFH
 
CFI
 
CFJ
 
CFK
 
CFL
 
CFM
 
CFN

CFO
 
CFP
 
CFQ
 
CFR
 
CFS
 
CFŠ
 
CFT
 
CFU
 
CFV
 
CFW
 
CFX
 
CFY
 
CFZ
 
CFŽ

CGA
 
CGB
 
CGC
 
CGČ
 
CGD
 
CGE
 
CGF
 
CGG
 
CGH
 
CGI
 
CGJ
 
CGK
 
CGL
 
CGM
 
CGN

CGO
 
CGP
 
CGQ
 
CGR
 
CGS
 
CGŠ
 
CGT
 
CGU
 
CGV
 
CGW
 
CGX
 
CGY
 
CGZ
 
CGŽ

CHA
 
CHB
 
CHC
 
CHČ
 
CHD
 
CHE
 
CHF
 
CHG
 
CHH
 
CHI
 
CHJ
 
CHK
 
CHL
 
CHM
 
CHN

CHO
 
CHP
 
CHQ
 
CHR
 
CHS
 
CHŠ
 
CHT
 
CHU
 
CHV
 
CHW
 
CHX
 
CHY
 
CHZ
 
CHŽ

CIA
 
CIB
 
CIC
 
CIČ
 
CID
 
CIE
 
CIF
 
CIG
 
CIH
 
CII
 
CIJ
 
CIK
 
CIL
 
CIM
 
CIN

CIO
 
CIP
 
CIQ
 
CIR
 
CIS
 
CIŠ
 
CIT
 
CIU
 
CIV
 
CIW
 
CIX
 
CIY
 
CIZ
 
CIŽ

CJA
 
CJB
 
CJC
 
CJČ
 
CJD
 
CJE
 
CJF
 
CJG
 
CJH
 
CJI
 
CJJ
 
CJK
 
CJL
 
CJM
 
CJN

CJO
 
CJP
 
CJQ
 
CJR
 
CJS
 
CJŠ
 
CJT
 
CJU
 
CJV
 
CJW
 
CJX
 
CJY
 
CJZ
 
CJŽ

CKA
 
CKB
 
CKC
 
CKČ
 
CKD
 
CKE
 
CKF
 
CKG
 
CKH
 
CKI
 
CKJ
 
CKK
 
CKL
 
CKM
 
CKN

CKO
 
CKP
 
CKQ
 
CKR
 
CKS
 
CKŠ
 
CKT
 
CKU
 
CKV
 
CKW
 
CKX
 
CKY
 
CKZ
 
CKŽ

CLA
 
CLB
 
CLC
 
CLČ
 
CLD
 
CLE
 
CLF
 
CLG
 
CLH
 
CLI
 
CLJ
 
CLK
 
CLL
 
CLM
 
CLN

CLO
 
CLP
 
CLQ
 
CLR
 
CLS
 
CLŠ
 
CLT
 
CLU
 
CLV
 
CLW
 
CLX
 
CLY
 
CLZ
 
CLŽ

CMA
 
CMB
 
CMC
 
CMČ
 
CMD
 
CME
 
CMF
 
CMG
 
CMH
 
CMI
 
CMJ
 
CMK
 
CML
 
CMM
 
CMN

CMO
 
CMP
 
CMQ
 
CMR
 
CMS
 
CMŠ
 
CMT
 
CMU
 
CMV
 
CMW
 
CMX
 
CMY
 
CMZ
 
CMŽ

CNA
 
CNB
 
CNC
 
CNČ
 
CND
 
CNE
 
CNF
 
CNG
 
CNH
 
CNI
 
CNJ
 
CNK
 
CNL
 
CNM
 
CNN

CNO
 
CNP
 
CNQ
 
CNR
 
CNS
 
CNŠ
 
CNT
 
CNU
 
CNV
 
CNW
 
CNX
 
CNY
 
CNZ
 
CNŽ

COA
 
COB
 
COC
 
COČ
 
COD
 
COE
 
COF
 
COG
 
COH
 
COI
 
COJ
 
COK
 
COL
 
COM
 
CON

COO
 
COP
 
COQ
 
COR
 
COS
 
COŠ
 
COT
 
COU
 
COV
 
COW
 
COX
 
COY
 
COZ
 
COŽ

CPA
 
CPB
 
CPC
 
CPČ
 
CPD
 
CPE
 
CPF
 
CPG
 
CPH
 
CPI
 
CPJ
 
CPK
 
CPL
 
CPM
 
CPN

CPO
 
CPP
 
CPQ
 
CPR
 
CPS
 
CPŠ
 
CPT
 
CPU
 
CPV
 
CPW
 
CPX
 
CPY
 
CPZ
 
CPŽ

CQA
 
CQB
 
CQC
 
CQČ
 
CQD
 
CQE
 
CQF
 
CQG
 
CQH
 
CQI
 
CQJ
 
CQK
 
CQL
 
CQM
 
CQN

CQO
 
CQP
 
CQQ
 
CQR
 
CQS
 
CQŠ
 
CQT
 
CQU
 
CQV
 
CQW
 
CQX
 
CQY
 
CQZ
 
CQŽ

CRA
 
CRB
 
CRC
 
CRČ
 
CRD
 
CRE
 
CRF
 
CRG
 
CRH
 
CRI
 
CRJ
 
CRK
 
CRL
 
CRM
 
CRN

CRO
 
CRP
 
CRQ
 
BCR
 
CRS
 
CRŠ
 
CRT
 
CRU
 
CRV
 
CRW
 
CRX
 
CRY
 
CRZ
 
CRŽ

CSA
 
CSB
 
CSC
 
CSČ
 
CSD
 
CSE
 
CSF
 
CSG
 
CSH
 
CSI
 
CSJ
 
CSK
 
CSL
 
CSM
 
CSN

CSO
 
CSP
 
CSQ
 
CSR
 
CSS
 
CSŠ
 
CST
 
CSU
 
CSV
 
CSW
 
CSX
 
CSY
 
CSZ
 
CSŽ

CŠA
 
CŠB
 
CŠC
 
CŠČ
 
CŠD
 
CŠE
 
CŠF
 
CŠG
 
CŠH
 
CŠI
 
CŠJ
 
CŠK
 
CŠL
 
CŠM
 
CŠN

CŠO
 
CŠP
 
CŠQ
 
CŠR
 
CŠS
 
CŠŠ
 
CŠT
 
CŠU
 
CŠV
 
CŠW
 
CŠX
 
CŠY
 
CŠZ
 
CŠŽ

CTA
 
CTB
 
CTC
 
CTČ
 
CTD
 
CTE
 
CTF
 
CTG
 
CTH
 
CTI
 
CTJ
 
CTK
 
CTL
 
CTM
 
CTN

CTO
 
CTP
 
CTQ
 
CTR
 
CTS
 
CTŠ
 
CTT
 
CTU
 
CTV
 
CTW
 
CTX
 
CTY
 
CTZ
 
CTŽ

CUA
 
CUB
 
CUC
 
CUČ
 
CUD
 
CUE
 
CUF
 
CUG
 
CUH
 
CUI
 
CUJ
 
CUK
 
CUL
 
CUM
 
CUN

CUO
 
CUP
 
CUQ
 
CUR
 
CUS
 
CUŠ
 
CUT
 
CUU
 
CUV
 
CUW
 
CUX
 
CUY
 
CUZ
 
CUŽ

CVA
 
CVB
 
CVC
 
CVČ
 
CVD
 
CVE
 
CVF
 
CVG
 
CVH
 
CVI
 
CVJ
 
CVK
 
CVL
 
CVM
 
CVN

CVO
 
CVP
 
CVQ
 
CVR
 
CVS
 
CVŠ
 
CVT
 
CVU
 
CVV
 
CVW
 
CVX
 
CVY
 
CVZ
 
CVŽ

CWA
 
CWB
 
CWC
 
CVČ
 
CWD
 
CWE
 
CWF
 
CWG
 
CWH
 
CWI
 
CWJ
 
CWK
 
CWL
 
CWM
 
CWN

CWO
 
CWP
 
CWQ
 
CWR
 
CWS
 
CVŠ
 
CWT
 
CWU
 
CWV
 
CWW
 
CWX
 
CWY
 
CWZ
 
CVŽ

CXA
 
CXB
 
CXC
 
CXČ
 
CXD
 
CXE
 
CXF
 
CXG
 
CXH
 
CXI
 
CXJ
 
CXK
 
CXL
 
CXM
 
CXN

CXO
 
CXP
 
CXQ
 
CXR
 
CXS
 
CXŠ
 
CXT
 
CXU
 
CXV
 
CXW
 
CXX
 
CXY
 
CXZ
 
CXŽ

CYA
 
CYB
 
CYC
 
CYČ
 
CYD
 
CYE
 
CYF
 
CYG
 
CYH
 
CYI
 
CYJ
 
CYK
 
CYL
 
CYM
 
CYN

CYO
 
CYP
 
CYQ
 
CYR
 
CYS
 
CYŠ
 
CYT
 
CYU
 
CYV
 
CYW
 
CYX
 
CYY
 
CYZ
 
CYŽ

CZA
 
CZB
 
CZC
 
CZČ
 
CZD
 
CZE
 
CZF
 
CZG
 
CZH
 
CZI
 
CZJ
 
CZK
 
CZL
 
CZM
 
CZN

CZO
 
CZP
 
CZQ
 
CZR
 
CZS
 
CZŠ
 
CZT
 
CZU
 
CZV
 
CZW
 
CZX
 
CZY
 
CZZ
 
CZŽ

CŽA
 
CŽB
 
CŽC
 
CŽČ
 
CŽD
 
CŽE
 
CŽF
 
CŽG
 
CŽH
 
CŽI
 
CŽJ
 
CŽK
 
CŽL
 
CŽM
 
CŽN

CŽO
 
CŽP
 
CŽQ
 
CŽR
 
CŽS
 
CŽŠ
 
CŽT
 
CŽU
 
CŽV
 
CŽW
 
CŽX
 
CŽY
 
CŽZ
 
CŽŽ
```

```
ČAA
 
ČAB
 
ČAC
 
ČAČ
 
ČAD
 
ČAE
 
ČAF
 
ČAG
 
ČAH
 
ČAI
 
ČAJ
 
ČAK
 
ČAL
 
ČAM
 
ČAN

ČAO
 
ČAP
 
ČAQ
 
ČAR
 
ČAS
 
ČAŠ
 
ČAT
 
ČAU
 
ČAV
 
ČAW
 
ČAX
 
ČAY
 
ČAZ
 
ČAŽ

ČBA
 
ČBB
 
ČBC
 
ČAČ
 
ČBD
 
ČBE
 
ČBF
 
ČBG
 
ČBH
 
ČBI
 
ČBJ
 
ČBK
 
ČBL
 
ČBM
 
ČBN

ČBO
 
ČBP
 
ČBQ
 
ČBR
 
ČBS
 
ČAŠ
 
ČBT
 
ČBU
 
ČBV
 
ČBW
 
ČBX
 
ČBY
 
ČBZ
 
ČBŽ

ČCA
 
ČCB
 
ČCC
 
ČCČ
 
ČCD
 
ČCE
 
ČCF
 
ČCG
 
ČCH
 
ČCI
 
ČCJ
 
ČCK
 
ČCL
 
ČCM
 
ČCN

ČCO
 
ČCP
 
ČCQ
 
ČCR
 
ČCS
 
ČCŠ
 
ČCT
 
ČCU
 
ČCV
 
ČCW
 
ČCX
 
ČCY
 
ČCZ
 
ČCŽ

ČČA
 
ČČB
 
ČČC
 
ČČČ
 
ČČD
 
ČČE
 
ČČF
 
ČČG
 
ČČH
 
ČČI
 
ČČJ
 
ČČK
 
ČČL
 
ČČM
 
ČČN

ČČO
 
ČČP
 
ČČQ
 
ČČR
 
ČČS
 
ČČŠ
 
ČČT
 
ČČU
 
ČČV
 
ČČW
 
ČČX
 
ČČY
 
ČČZ
 
ČČŽ

ČDA
 
ČDB
 
ČDC
 
ČDČ
 
ČDD
 
ČDE
 
ČDF
 
ČDG
 
ČDH
 
ČDI
 
ČDJ
 
ČDK
 
ČDL
 
ČDM
 
ČDN

ČDO
 
ČDP
 
ČDQ
 
ČDR
 
ČDS
 
ČDŠ
 
ČDT
 
ČDU
 
ČDV
 
ČDW
 
ČDX
 
ČDY
 
ČDZ
 
ČDŽ

ČEA
 
ČEB
 
ČEC
 
ČEČ
 
ČED
 
ČEE
 
ČEF
 
ČEG
 
ČEH
 
ČEI
 
ČEJ
 
ČEK
 
ČEL
 
ČEM
 
ČEN

ČEO
 
ČEP
 
ČEQ
 
ČER
 
ČES
 
ČEŠ
 
ČET
 
ČEU
 
ČEV
 
ČEW
 
ČEX
 
ČEY
 
ČEZ
 
ČEŽ

ČFA
 
ČFB
 
ČFC
 
ČFČ
 
ČFD
 
ČFE
 
ČFF
 
ČFG
 
ČFH
 
ČFI
 
ČFJ
 
ČFK
 
ČFL
 
ČFM
 
ČFN

ČFO
 
ČFP
 
ČFQ
 
ČFR
 
ČFS
 
ČFŠ
 
ČFT
 
ČFU
 
ČFV
 
ČFW
 
ČFX
 
ČFY
 
ČFZ
 
ČFŽ

ČGA
 
ČGB
 
ČGC
 
ČGČ
 
ČGD
 
ČGE
 
ČGF
 
ČGG
 
ČGH
 
ČGI
 
ČGJ
 
ČGK
 
ČGL
 
ČGM
 
ČGN

ČGO
 
ČGP
 
ČGQ
 
ČGR
 
ČGS
 
ČGŠ
 
ČGT
 
ČGU
 
ČGV
 
ČGW
 
ČGX
 
ČGY
 
ČGZ
 
ČGŽ

ČHA
 
ČHB
 
ČHC
 
ČHČ
 
ČHD
 
ČHE
 
ČHF
 
ČHG
 
ČHH
 
ČHI
 
ČHJ
 
ČHK
 
ČHL
 
ČHM
 
ČHN

ČHO
 
ČHP
 
ČHQ
 
ČHR
 
ČHS
 
ČHŠ
 
ČHT
 
ČHU
 
ČHV
 
ČHW
 
ČHX
 
ČHY
 
ČHZ
 
ČHŽ

ČIA
 
ČIB
 
ČIC
 
ČIČ
 
ČID
 
ČIE
 
ČIF
 
ČIG
 
ČIH
 
ČII
 
ČIJ
 
ČIK
 
ČIL
 
ČIM
 
ČIN

ČIO
 
ČIP
 
ČIQ
 
ČIR
 
ČIS
 
ČIŠ
 
ČIT
 
ČIU
 
ČIV
 
ČIW
 
ČIX
 
ČIY
 
ČIZ
 
ČIŽ

ČJA
 
ČJB
 
ČJC
 
ČJČ
 
ČJD
 
ČJE
 
ČJF
 
ČJG
 
ČJH
 
ČJI
 
ČJJ
 
ČJK
 
ČJL
 
ČJM
 
ČJN

ČJO
 
ČJP
 
ČJQ
 
ČJR
 
ČJS
 
ČJŠ
 
ČJT
 
ČJU
 
ČJV
 
ČJW
 
ČJX
 
ČJY
 
ČJZ
 
ČJŽ

ČKA
 
ČKB
 
ČKC
 
ČKČ
 
ČKD
 
ČKE
 
ČKF
 
ČKG
 
ČKH
 
ČKI
 
ČKJ
 
ČKK
 
ČKL
 
ČKM
 
ČKN

ČKO
 
ČKP
 
ČKQ
 
ČKR
 
ČKS
 
ČKŠ
 
ČKT
 
ČKU
 
ČKV
 
ČKW
 
ČKX
 
ČKY
 
ČKZ
 
ČKŽ

ČLA
 
ČLB
 
ČLC
 
ČLČ
 
ČLD
 
ČLE
 
ČLF
 
ČLG
 
ČLH
 
ČLI
 
ČLJ
 
ČLK
 
ČLL
 
ČLM
 
ČLN

ČLO
 
ČLP
 
ČLQ
 
ČLR
 
ČLS
 
ČLŠ
 
ČLT
 
ČLU
 
ČLV
 
ČLW
 
ČLX
 
ČLY
 
ČLZ
 
ČLŽ

ČMA
 
ČMB
 
ČMC
 
ČMČ
 
ČMD
 
ČME
 
ČMF
 
ČMG
 
ČMH
 
ČMI
 
ČMJ
 
ČMK
 
ČML
 
ČMM
 
ČMN

ČMO
 
ČMP
 
ČMQ
 
ČMR
 
ČMS
 
ČMŠ
 
ČMT
 
ČMU
 
ČMV
 
ČMW
 
ČMX
 
ČMY
 
ČMZ
 
ČMŽ

ČNA
 
ČNB
 
ČNC
 
ČNČ
 
ČND
 
ČNE
 
ČNF
 
ČNG
 
ČNH
 
ČNI
 
ČNJ
 
ČNK
 
ČNL
 
ČNM
 
ČNN

ČNO
 
ČNP
 
ČNQ
 
ČNR
 
ČNS
 
ČNŠ
 
ČNT
 
ČNU
 
ČNV
 
ČNW
 
ČNX
 
ČNY
 
ČNZ
 
ČNŽ

ČOA
 
ČOB
 
ČOC
 
ČOČ
 
ČOD
 
ČOE
 
ČOF
 
ČOG
 
ČOH
 
ČOI
 
ČOJ
 
ČOK
 
ČOL
 
ČOM
 
ČON

ČOO
 
ČOP
 
ČOQ
 
ČOR
 
ČOS
 
ČOŠ
 
ČOT
 
ČOU
 
ČOV
 
ČOW
 
ČOX
 
ČOY
 
ČOZ
 
ČOŽ

ČPA
 
ČPB
 
ČPC
 
ČPČ
 
ČPD
 
ČPE
 
ČPF
 
ČPG
 
ČPH
 
ČPI
 
ČPJ
 
ČPK
 
ČPL
 
ČPM
 
ČPN

ČPO
 
ČPP
 
ČPQ
 
ČPR
 
ČPS
 
ČPŠ
 
ČPT
 
ČPU
 
ČPV
 
ČPW
 
ČPX
 
ČPY
 
ČPZ
 
ČPŽ

ČQA
 
ČQB
 
ČQC
 
ČQČ
 
ČQD
 
ČQE
 
ČQF
 
ČQG
 
ČQH
 
ČQI
 
ČQJ
 
ČQK
 
ČQL
 
ČQM
 
ČQN

ČQO
 
ČQP
 
ČQQ
 
ČQR
 
ČQS
 
ČQŠ
 
ČQT
 
ČQU
 
ČQV
 
ČQW
 
ČQX
 
ČQY
 
ČQZ
 
ČQŽ

ČRA
 
ČRB
 
ČRC
 
ČRČ
 
ČRD
 
ČRE
 
ČRF
 
ČRG
 
ČRH
 
ČRI
 
ČRJ
 
ČRK
 
ČRL
 
ČRM
 
ČRN

ČRO
 
ČRP
 
ČRQ
 
ČCR
 
ČRS
 
ČRŠ
 
ČRT
 
ČRU
 
ČRV
 
ČRW
 
ČRX
 
ČRY
 
ČRZ
 
ČRŽ

ČSA
 
ČSB
 
ČSC
 
ČSČ
 
ČSD
 
ČSE
 
ČSF
 
ČSG
 
ČSH
 
ČSI
 
ČSJ
 
ČSK
 
ČSL
 
ČSM
 
ČSN

ČSO
 
ČSP
 
ČSQ
 
ČSR
 
ČSS
 
ČSŠ
 
ČST
 
ČSU
 
ČSV
 
ČSW
 
ČSX
 
ČSY
 
ČSZ
 
ČSŽ

ČŠA
 
ČŠB
 
ČŠC
 
ČŠČ
 
ČŠD
 
ČŠE
 
ČŠF
 
ČŠG
 
ČŠH
 
ČŠI
 
ČŠJ
 
ČŠK
 
ČŠL
 
ČŠM
 
ČŠN

ČŠO
 
ČŠP
 
ČŠQ
 
ČŠR
 
ČŠS
 
ČŠŠ
 
ČŠT
 
ČŠU
 
ČŠV
 
ČŠW
 
ČŠX
 
ČŠY
 
ČŠZ
 
ČŠŽ

ČTA
 
ČTB
 
ČTC
 
ČTČ
 
ČTD
 
ČTE
 
ČTF
 
ČTG
 
ČTH
 
ČTI
 
ČTJ
 
ČTK
 
ČTL
 
ČTM
 
ČTN

ČTO
 
ČTP
 
ČTQ
 
ČTR
 
ČTS
 
ČTŠ
 
ČTT
 
ČTU
 
ČTV
 
ČTW
 
ČTX
 
ČTY
 
ČTZ
 
ČTŽ

ČUA
 
ČUB
 
ČUC
 
ČUČ
 
ČUD
 
ČUE
 
ČUF
 
ČUG
 
ČUH
 
ČUI
 
ČUJ
 
ČUK
 
ČUL
 
ČUM
 
ČUN

ČUO
 
ČUP
 
ČUQ
 
ČUR
 
ČUS
 
ČUŠ
 
ČUT
 
ČUU
 
ČUV
 
ČUW
 
ČUX
 
ČUY
 
ČUZ
 
ČUŽ

ČVA
 
ČVB
 
ČVC
 
ČVČ
 
ČVD
 
ČVE
 
ČVF
 
ČVG
 
ČVH
 
ČVI
 
ČVJ
 
ČVK
 
ČVL
 
ČVM
 
ČVN

ČVO
 
ČVP
 
ČVQ
 
ČVR
 
ČVS
 
ČVŠ
 
ČVT
 
ČVU
 
ČVV
 
ČVW
 
ČVX
 
ČVY
 
ČVZ
 
ČVŽ

ČWA
 
ČWB
 
ČWC
 
ČVČ
 
ČWD
 
ČWE
 
ČWF
 
ČWG
 
ČWH
 
ČWI
 
ČWJ
 
ČWK
 
ČWL
 
ČWM
 
ČWN

ČWO
 
ČWP
 
ČWQ
 
ČWR
 
ČWS
 
ČVŠ
 
ČWT
 
ČWU
 
ČWV
 
ČWW
 
ČWX
 
ČWY
 
ČWZ
 
ČVŽ

ČXA
 
ČXB
 
ČXC
 
ČXČ
 
ČXD
 
ČXE
 
ČXF
 
ČXG
 
ČXH
 
ČXI
 
ČXJ
 
ČXK
 
ČXL
 
ČXM
 
ČXN

ČXO
 
ČXP
 
ČXQ
 
ČXR
 
ČXS
 
ČXŠ
 
ČXT
 
ČXU
 
ČXV
 
ČXW
 
ČXX
 
ČXY
 
ČXZ
 
ČXŽ

ČYA
 
ČYB
 
ČYC
 
ČYČ
 
ČYD
 
ČYE
 
ČYF
 
ČYG
 
ČYH
 
ČYI
 
ČYJ
 
ČYK
 
ČYL
 
ČYM
 
ČYN

ČYO
 
ČYP
 
ČYQ
 
ČYR
 
ČYS
 
ČYŠ
 
ČYT
 
ČYU
 
ČYV
 
ČYW
 
ČYX
 
ČYY
 
ČYZ
 
ČYŽ

ČZA
 
ČZB
 
ČZC
 
ČZČ
 
ČZD
 
ČZE
 
ČZF
 
ČZG
 
ČZH
 
ČZI
 
ČZJ
 
ČZK
 
ČZL
 
ČZM
 
ČZN

ČZO
 
ČZP
 
ČZQ
 
ČZR
 
ČZS
 
ČZŠ
 
ČZT
 
ČZU
 
ČZV
 
ČZW
 
ČZX
 
ČZY
 
ČZZ
 
ČZŽ

ČŽA
 
ČŽB
 
ČŽC
 
ČŽČ
 
ČŽD
 
ČŽE
 
ČŽF
 
ČŽG
 
ČŽH
 
ČŽI
 
ČŽJ
 
ČŽK
 
ČŽL
 
ČŽM
 
ČŽN

ČŽO
 
ČŽP
 
ČŽQ
 
ČŽR
 
ČŽS
 
ČŽŠ
 
ČŽT
 
ČŽU
 
ČŽV
 
ČŽW
 
ČŽX
 
ČŽY
 
ČŽZ
 
ČŽŽ
```

```
DAA
 
DAB
 
DAC
 
DAČ
 
DAD
 
DAE
 
DAF
 
DAG
 
DAH
 
DAI
 
DAJ
 
DAK
 
DAL
 
DAM
 
DAN

DAO
 
DAP
 
DAQ
 
DAR
 
DAS
 
DAŠ
 
DAT
 
DAU
 
DAV
 
DAW
 
DAX
 
DAY
 
DAZ
 
DAŽ

DBA
 
DBB
 
DBC
 
DAČ
 
DBD
 
DBE
 
DBF
 
DBG
 
DBH
 
DBI
 
DBJ
 
DBK
 
DBL
 
DBM
 
DBN

DBO
 
DBP
 
DBQ
 
DBR
 
DBS
 
DAŠ
 
DBT
 
DBU
 
DBV
 
DBW
 
DBX
 
DBY
 
DBZ
 
DBŽ

DCA
 
DCB
 
DCC
 
DCČ
 
DCD
 
DCE
 
DCF
 
DCG
 
DCH
 
DCI
 
DCJ
 
DCK
 
DCL
 
DCM
 
DCN

DCO
 
DCP
 
DCQ
 
DCR
 
DCS
 
DCŠ
 
DCT
 
DCU
 
DCV
 
DCW
 
DCX
 
DCY
 
DCZ
 
DCŽ

DČA
 
DČB
 
DČC
 
DČČ
 
DČD
 
DČE
 
DČF
 
DČG
 
DČH
 
DČI
 
DČJ
 
DČK
 
DČL
 
DČM
 
DČN

DČO
 
DČP
 
DČQ
 
DČR
 
DČS
 
DČŠ
 
DČT
 
DČU
 
DČV
 
DČW
 
DČX
 
DČY
 
DČZ
 
DČŽ

DDA
 
DDB
 
DDC
 
DDČ
 
DDD
 
DDE
 
DDF
 
DDG
 
DDH
 
DDI
 
DDJ
 
DDK
 
DDL
 
DDM
 
DDN

DDO
 
DDP
 
DDQ
 
DDR
 
DDS
 
DDŠ
 
DDT
 
DDU
 
DDV
 
DDW
 
DDX
 
DDY
 
DDZ
 
DDŽ

DEA
 
DEB
 
DEC
 
DEČ
 
DED
 
DEE
 
DEF
 
DEG
 
DEH
 
DEI
 
DEJ
 
DEK
 
DEL
 
DEM
 
DEN

DEO
 
DEP
 
DEQ
 
DER
 
DES
 
DEŠ
 
DET
 
DEU
 
DEV
 
DEW
 
DEX
 
DEY
 
DEZ
 
DEŽ

DFA
 
DFB
 
DFC
 
DFČ
 
DFD
 
DFE
 
DFF
 
DFG
 
DFH
 
DFI
 
DFJ
 
DFK
 
DFL
 
DFM
 
DFN

DFO
 
DFP
 
DFQ
 
DFR
 
DFS
 
DFŠ
 
DFT
 
DFU
 
DFV
 
DFW
 
DFX
 
DFY
 
DFZ
 
DFŽ

DGA
 
DGB
 
DGC
 
DGČ
 
DGD
 
DGE
 
DGF
 
DGG
 
DGH
 
DGI
 
DGJ
 
DGK
 
DGL
 
DGM
 
DGN

DGO
 
DGP
 
DGQ
 
DGR
 
DGS
 
DGŠ
 
DGT
 
DGU
 
DGV
 
DGW
 
DGX
 
DGY
 
DGZ
 
DGŽ

DHA
 
DHB
 
DHC
 
DHČ
 
DHD
 
DHE
 
DHF
 
DHG
 
DHH
 
DHI
 
DHJ
 
DHK
 
DHL
 
DHM
 
DHN

DHO
 
DHP
 
DHQ
 
DHR
 
DHS
 
DHŠ
 
DHT
 
DHU
 
DHV
 
DHW
 
DHX
 
DHY
 
DHZ
 
DHŽ

DIA
 
DIB
 
DIC
 
DIČ
 
DID
 
DIE
 
DIF
 
DIG
 
DIH
 
DII
 
DIJ
 
DIK
 
DIL
 
DIM
 
DIN

DIO
 
DIP
 
DIQ
 
DIR
 
DIS
 
DIŠ
 
DIT
 
DIU
 
DIV
 
DIW
 
DIX
 
DIY
 
DIZ
 
DIŽ

DJA
 
DJB
 
DJC
 
DJČ
 
DJD
 
DJE
 
DJF
 
DJG
 
DJH
 
DJI
 
DJJ
 
DJK
 
DJL
 
DJM
 
DJN

DJO
 
DJP
 
DJQ
 
DJR
 
DJS
 
DJŠ
 
DJT
 
DJU
 
DJV
 
DJW
 
DJX
 
DJY
 
DJZ
 
DJŽ

DKA
 
DKB
 
DKC
 
DKČ
 
DKD
 
DKE
 
DKF
 
DKG
 
DKH
 
DKI
 
DKJ
 
DKK
 
DKL
 
DKM
 
DKN

DKO
 
DKP
 
DKQ
 
DKR
 
DKS
 
DKŠ
 
DKT
 
DKU
 
DKV
 
DKW
 
DKX
 
DKY
 
DKZ
 
DKŽ

DLA
 
DLB
 
DLC
 
DLČ
 
DLD
 
DLE
 
DLF
 
DLG
 
DLH
 
DLI
 
DLJ
 
DLK
 
DLL
 
DLM
 
DLN

DLO
 
DLP
 
DLQ
 
DLR
 
DLS
 
DLŠ
 
DLT
 
DLU
 
DLV
 
DLW
 
DLX
 
DLY
 
DLZ
 
DLŽ

DMA
 
DMB
 
DMC
 
DMČ
 
DMD
 
DME
 
DMF
 
DMG
 
DMH
 
DMI
 
DMJ
 
DMK
 
DML
 
DMM
 
DMN

DMO
 
DMP
 
DMQ
 
DMR
 
DMS
 
DMŠ
 
DMT
 
DMU
 
DMV
 
DMW
 
DMX
 
DMY
 
DMZ
 
DMŽ

DNA
 
DNB
 
DNC
 
DNČ
 
DND
 
DNE
 
DNF
 
DNG
 
DNH
 
DNI
 
DNJ
 
DNK
 
DNL
 
DNM
 
DNN

DNO
 
DNP
 
DNQ
 
DNR
 
DNS
 
DNŠ
 
DNT
 
DNU
 
DNV
 
DNW
 
DNX
 
DNY
 
DNZ
 
DNŽ

DOA
 
DOB
 
DOC
 
DOČ
 
DOD
 
DOE
 
DOF
 
DOG
 
DOH
 
DOI
 
DOJ
 
DOK
 
DOL
 
DOM
 
DON

DOO
 
DOP
 
DOQ
 
DOR
 
DOS
 
DOŠ
 
DOT
 
DOU
 
DOV
 
DOW
 
DOX
 
DOY
 
DOZ
 
DOŽ

DPA
 
DPB
 
DPC
 
DPČ
 
DPD
 
DPE
 
DPF
 
DPG
 
DPH
 
DPI
 
DPJ
 
DPK
 
DPL
 
DPM
 
DPN

DPO
 
DPP
 
DPQ
 
DPR
 
DPS
 
DPŠ
 
DPT
 
DPU
 
DPV
 
DPW
 
DPX
 
DPY
 
DPZ
 
DPŽ

DQA
 
DQB
 
DQC
 
DQČ
 
DQD
 
DQE
 
DQF
 
DQG
 
DQH
 
DQI
 
DQJ
 
DQK
 
DQL
 
DQM
 
DQN

DQO
 
DQP
 
DQQ
 
DQR
 
DQS
 
DQŠ
 
DQT
 
DQU
 
DQV
 
DQW
 
DQX
 
DQY
 
DQZ
 
DQŽ

DRA
 
DRB
 
DRC
 
DRČ
 
DRD
 
DRE
 
DRF
 
DRG
 
DRH
 
DRI
 
DRJ
 
DRK
 
DRL
 
DRM
 
DRN

DRO
 
DRP
 
DRQ
 
DCR
 
DRS
 
DRŠ
 
DRT
 
DRU
 
DRV
 
DRW
 
DRX
 
DRY
 
DRZ
 
DRŽ

DSA
 
DSB
 
DSC
 
DSČ
 
DSD
 
DSE
 
DSF
 
DSG
 
DSH
 
DSI
 
DSJ
 
DSK
 
DSL
 
DSM
 
DSN

DSO
 
DSP
 
DSQ
 
DSR
 
DSS
 
DSŠ
 
DST
 
DSU
 
DSV
 
DSW
 
DSX
 
DSY
 
DSZ
 
DSŽ

DŠA
 
DŠB
 
DŠC
 
DŠČ
 
DŠD
 
DŠE
 
DŠF
 
DŠG
 
DŠH
 
DŠI
 
DŠJ
 
DŠK
 
DŠL
 
DŠM
 
DŠN

DŠO
 
DŠP
 
DŠQ
 
DŠR
 
DŠS
 
DŠŠ
 
DŠT
 
DŠU
 
DŠV
 
DŠW
 
DŠX
 
DŠY
 
DŠZ
 
DŠŽ

DTA
 
DTB
 
DTC
 
DTČ
 
DTD
 
DTE
 
DTF
 
DTG
 
DTH
 
DTI
 
DTJ
 
DTK
 
DTL
 
DTM
 
DTN

DTO
 
DTP
 
DTQ
 
DTR
 
DTS
 
DTŠ
 
DTT
 
DTU
 
DTV
 
DTW
 
DTX
 
DTY
 
DTZ
 
DTŽ

DUA
 
DUB
 
DUC
 
DUČ
 
DUD
 
DUE
 
DUF
 
DUG
 
DUH
 
DUI
 
DUJ
 
DUK
 
DUL
 
DUM
 
DUN

DUO
 
DUP
 
DUQ
 
DUR
 
DUS
 
DUŠ
 
DUT
 
DUU
 
DUV
 
DUW
 
DUX
 
DUY
 
DUZ
 
DUŽ

DVA
 
DVB
 
DVC
 
DVČ
 
DVD
 
DVE
 
DVF
 
DVG
 
DVH
 
DVI
 
DVJ
 
DVK
 
DVL
 
DVM
 
DVN

DVO
 
DVP
 
DVQ
 
DVR
 
DVS
 
DVŠ
 
DVT
 
DVU
 
DVV
 
DVW
 
DVX
 
DVY
 
DVZ
 
DVŽ

DWA
 
DWB
 
DWC
 
DVČ
 
DWD
 
DWE
 
DWF
 
DWG
 
DWH
 
DWI
 
DWJ
 
DWK
 
DWL
 
DWM
 
DWN

DWO
 
DWP
 
DWQ
 
DWR
 
DWS
 
DVŠ
 
DWT
 
DWU
 
DWV
 
DWW
 
DWX
 
DWY
 
DWZ
 
DVŽ

DXA
 
DXB
 
DXC
 
DXČ
 
DXD
 
DXE
 
DXF
 
DXG
 
DXH
 
DXI
 
DXJ
 
DXK
 
DXL
 
DXM
 
DXN

DXO
 
DXP
 
DXQ
 
DXR
 
DXS
 
DXŠ
 
DXT
 
DXU
 
DXV
 
DXW
 
DXX
 
DXY
 
DXZ
 
DXŽ

DYA
 
DYB
 
DYC
 
DYČ
 
DYD
 
DYE
 
DYF
 
DYG
 
DYH
 
DYI
 
DYJ
 
DYK
 
DYL
 
DYM
 
DYN

DYO
 
DYP
 
DYQ
 
DYR
 
DYS
 
DYŠ
 
DYT
 
DYU
 
DYV
 
DYW
 
DYX
 
DYY
 
DYZ
 
DYŽ

DZA
 
DZB
 
DZC
 
DZČ
 
DZD
 
DZE
 
DZF
 
DZG
 
DZH
 
DZI
 
DZJ
 
DZK
 
DZL
 
DZM
 
DZN

DZO
 
DZP
 
DZQ
 
DZR
 
DZS
 
DZŠ
 
DZT
 
DZU
 
DZV
 
DZW
 
DZX
 
DZY
 
DZZ
 
DZŽ

DŽA
 
DŽB
 
DŽC
 
DŽČ
 
DŽD
 
DŽE
 
DŽF
 
DŽG
 
DŽH
 
DŽI
 
DŽJ
 
DŽK
 
DŽL
 
DŽM
 
DŽN

DŽO
 
DŽP
 
DŽQ
 
DŽR
 
DŽS
 
DŽŠ
 
DŽT
 
DŽU
 
DŽV
 
DŽW
 
DŽX
 
DŽY
 
DŽZ
 
DŽŽ
```